# 하이퐁역
하이퐁역(Ga Hải Phòng / Ga 海防)은 베트남 하이퐁에 있는 베트남 철도 하노이-하이퐁 선의 마지막 여객 역이며, 쿤밍-하이퐁 철도의 역이기도 하다. 프랑스 식민지 시대인 1910년 프랑스의 기술에 의해 협궤형 노선으로 개통했다. 하이퐁 철도는 항구에서 육로 내륙 지역으로 화물을 운반하는 하이퐁 항까지의 철도 노선도 보유하고 있다.

## 역사
통킹을 점령하여 프랑스 식민지를 만든 이후 식민지의 철도 사업을 시작했다. 하노이와 하이퐁을 연결하기 위해 프랑스 식민지는 102km에 이르는 철도를 건설했다. 1902년 6월 16일, 전체 노선을 완공하고 하이퐁 역을 개장하였다.
1946년 10월 21일 프랑스 퐁텐블로에서 하이퐁 항을 통해 호치민 대통령은 하이퐁에 도착하여 하노이로 출발했다.
1954년 디엔비엔푸 전투가 끝난 후 프랑스는 모든 병력을 철수시키기로 합의했다. 하이퐁은 점령된 북부 철도의 마지막 지점으로, 하이퐁 철도역 직원들과 함께 노동자들은 기계와 자재를 보호하기 위해 12번의 투쟁을 벌였다. 5월 13일, 베트남 군대는 하이퐁을 점령했다. 1955년 5월 15일 아침에, 역은 정상적으로 운영하였으며, 군대와 인수팀을 도시로 들여보냈고 하노이 - 하이퐁 노선은 정상적으로 운영되었다.
현재, 하이퐁 역은 베트남에서 가장 크고 현대적인 철도역 중 하나이다. 현재 하이퐁 - 하노이 노선에서 운항하는 여객선은 HP1, LP3, LP5 및 LP7 등 4편으로 경석, 연석, 에어컨이 장착된 2차량의 왜건으로 승객을 운송하는 여객선이 4편이 있다.
화물 운송량은 보통 3천~4천 톤이다.

## 전후 역

### 베트남 철도
- 하노이-하이퐁 선
  - 트엉리이 역 – 하이퐁 역

## 같이 보기
- 베트남 철도